# Myliobatis longirostris
Myliobatis longirostris és una espècie de peix de la família dels miliobàtids i de l'ordre dels myliobatiformes.

## Morfologia
- Els mascles poden assolir 95 cm de longitud total.[4][5]

## Reproducció
És ovovivípar.

## Hàbitat
És un peix marí, de clima subtropical (32°N-21°N) i bentopelàgic.

## Distribució geogràfica
Es troba a l'oceà Pacífic oriental: el Golf de Califòrnia.

## Observacions
És inofensiu per als humans.